# 佩罗纳斯
佩罗纳斯（法語：Péronnas，法語：[peʁɔna] ⓘ），法国东部城市，奥弗涅-罗讷-阿尔卑斯大区安省的一个市镇，隶属于布雷斯地区布尔格区，其市镇面积为17.59平方公里，2022年1月1日时人口数量为6,437人，在法国城市中排名第1,673位。
佩罗纳斯位于安省中西部，省会布雷斯地区布尔格市区西南，是该市重要的卫星城。法国足球俱乐部布爾格足球會的主场位于其境内。

## 地名来源
“佩罗纳斯”一名高卢语单词“Perros”，意为“源泉”，可能与当地的水文景观有关。

## 历史
佩罗纳斯历史上长期为一处普通村落，1414年，当地的领主在此修建了一处城堡作为庄园宅邸。法国大革命后，佩罗纳斯成为安省的一个市镇。二战后，得益于布雷斯地区布尔格的城市扩张，佩罗纳斯人口数量逐年增加。

## 地理
佩罗纳斯位于法国东部，奥弗涅-罗讷-阿尔卑斯大区东北部和安省中西部，距离省会布雷斯地区布尔格大约4公里。与佩罗纳斯接壤的市镇包括：布雷斯地区布尔格、塞尔蒂讷、朗镇、蒙塔尼亚、维厄容河畔圣安德烈、圣但尼莱布尔、圣雷米、塞尔瓦斯。

### 地形
佩罗纳斯位于布雷斯平原，境内地势平坦，海拔在223到277米之间。

### 水文
波什溪流经境内，属于罗讷河水系。

### 植被
佩罗纳斯属于温带落叶林区，市区东部有大批天然森林分布。

### 气候
佩罗纳斯在柯本气候分类法中属于温带海洋性气候。

## 行政区划
佩罗纳斯是法国奥弗涅-罗讷-阿尔卑斯大区安省的一个市镇，编号为01289。佩罗纳斯隶属于布雷斯地区布尔格区、安省第四选区和布雷斯地区布尔格第二县，同时也是布雷斯地区布尔格地区城市圈公共社区的组成部分。
法国国家统计与经济研究所（简称）在进行数据统计时，将佩罗纳斯划入布雷斯地区布尔格城市核心区以及布雷斯地区布尔格城市区。同时，还将佩罗纳斯市镇分为了2个“块区”（IRIS），以便于统计人口分布情况。

## 交通

### 公路
多条安省省道在佩罗纳斯境内交汇，奥弗涅-罗讷-阿尔卑斯大区下属的城际客运提供巴士线路，可前往周边部分市镇。
2017年，82.6%的佩罗纳斯家庭拥有至少一辆的私人汽车。2018年，佩罗纳斯境内共发生各类交通事故5起，造成13人受伤。

### 铁路
距离佩罗纳斯最近的铁路车站为布雷斯地区布尔格站。

### 航空
距离佩罗纳斯最近的民用航空站为里昂圣埃克絮佩里机场，距离佩罗纳斯市中心的公路里程约65公里。

### 城市公共交通
布雷斯地区布尔格城市公共交通是当地的城市公交系统，2019年5月起使用作为商业名称，下属27条公交线路，其路网覆盖了公共社区内的所有市镇。

## 政治

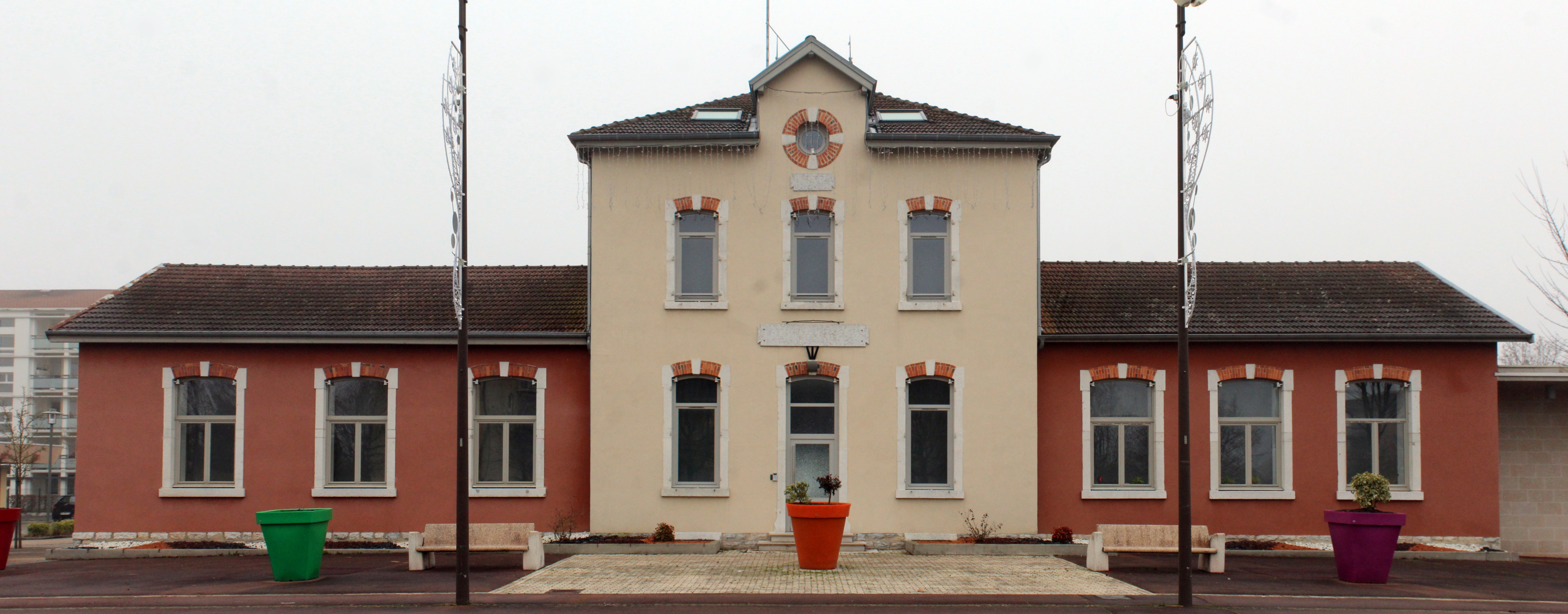
佩罗纳斯市政厅

佩罗纳斯的现任市长为埃莱娜·塞迪洛女士（Hélène Cédileau），她是一名右翼无党派人士，在2020年的市政选举中获得了67.89%的支持率。
在2017年的法国总统大选中，法国第25任总统埃马纽埃尔·马克龙在佩罗纳斯获得了69.21%的支持率。

## 人口
2017年，佩罗纳斯市镇人口数量为6,385，在法国排名第1,673位。其中男性3,013人，女性3,372人，75岁及以上人口占11.4%，外籍人口数量为1,257人，人口密度为364人/平方公里，当地居民被称为（男性）或（女性）。2018年，佩罗纳斯境内出生53人，死亡人口72人。
| 年份   | 1936  | 1946  | 1954  | 1962  | 1968  | 1975  | 1982  | 1990  | 1999  | 2006  | 2011  | 2016  | 2018  |
| ------ | ----- | ----- | ----- | ----- | ----- | ----- | ----- | ----- | ----- | ----- | ----- | ----- | ----- |
| 人口數 | 1,578 | 1,756 | 1,861 | 1,652 | 2,272 | 3,223 | 4,575 | 5,352 | 5,534 | 6,106 | 6,053 | 6,287 | 6,509 |

## 经济
佩罗纳斯是一个区域性的中心城市，当地共有各类用人单位840家，平均历史为17年，其中98.98%为中小型企业（PME）。（房屋租赁）、（零售）及（水环境处理）是当地2019年营业额最高的三个企业，分别为17,109,084欧元、10,404,013欧元和4,244,482欧元。

## 财政收入
2018年，佩罗纳斯的财政收入总额为5,967,680欧元，财政支出总额为4,671,870欧元，当年的债务总额为3,616,970欧元。
2015年，佩罗纳斯的人均收入总额为2,629欧元，其中高职人员为4,294欧元，普通职员为1,895欧元。
2017年，佩罗纳斯境内的青壮年（15至64岁）失业率为11.8%，当地56.7%的家庭拥有纳税资格。

## 社会事务

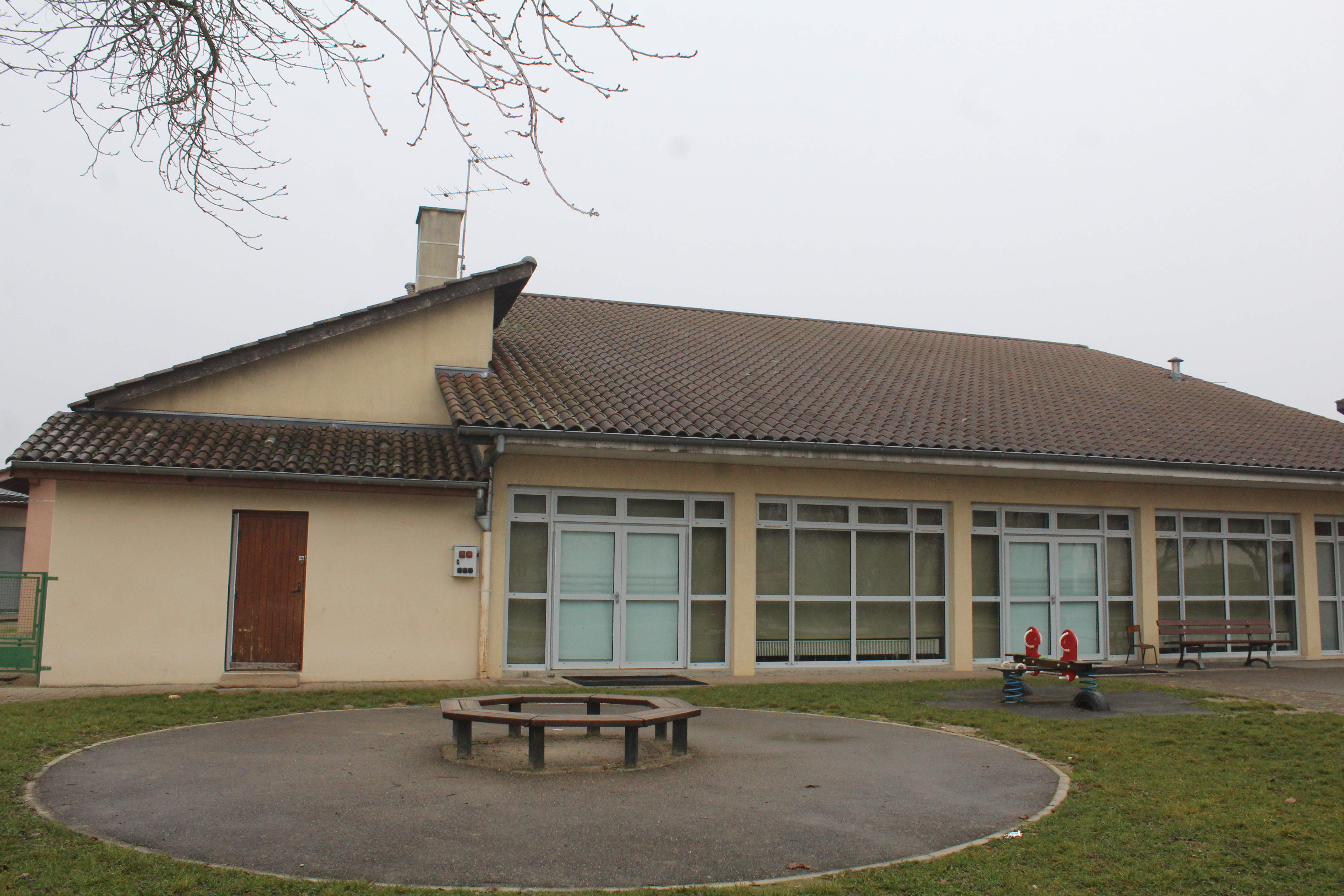
佩罗纳斯的一所小学

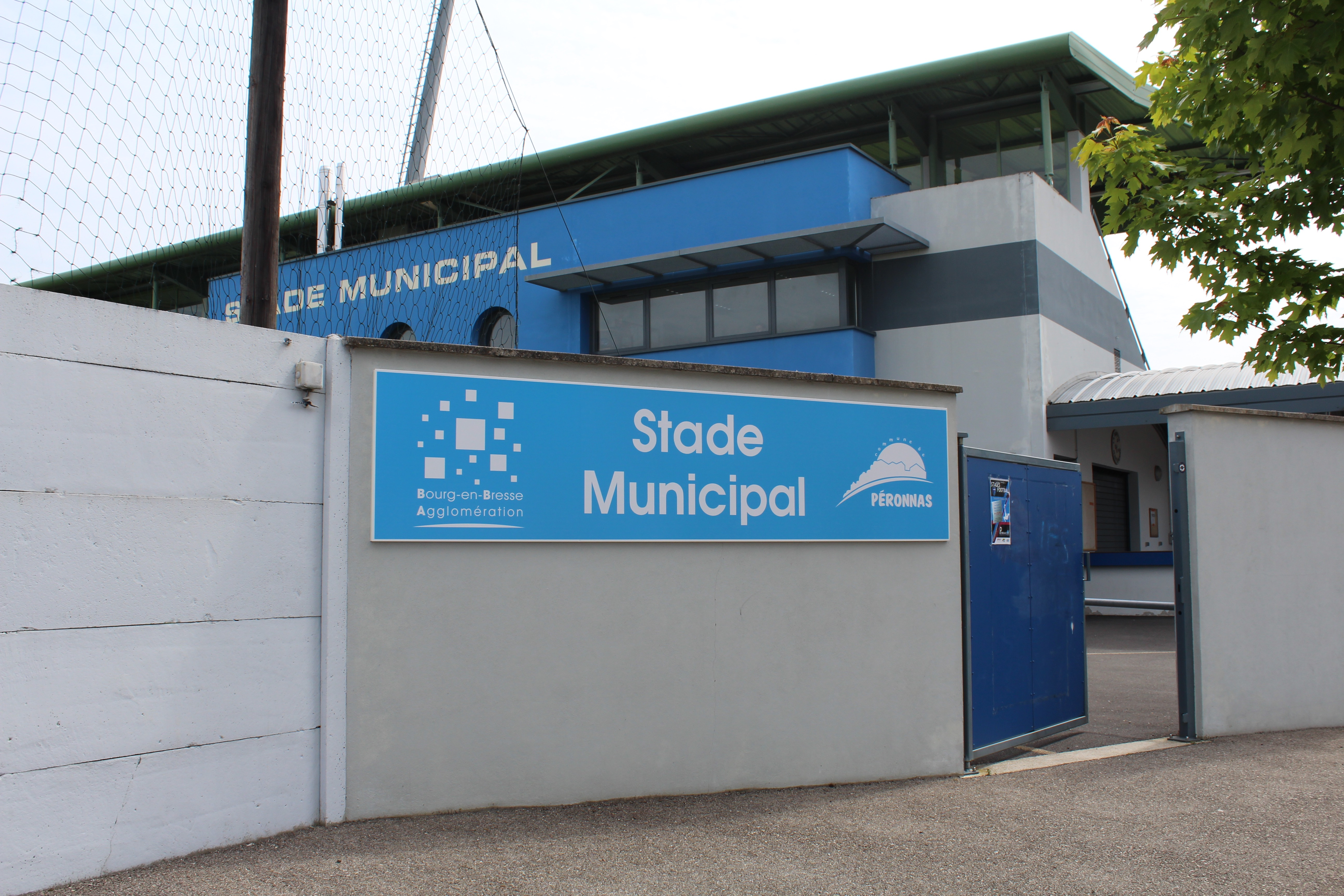
佩罗纳斯市政球场

### 教育
佩罗纳斯属于里昂学区。截止2019年1月1日，佩罗纳斯境内共有1所幼儿园、1所小学、1所初级中学和1所农业高中。2018至2019学年度，佩罗纳斯境内共有在校中等教育阶段学生592名。

### 医疗
截止2019年1月1日，佩罗纳斯境内共有全科医生3名、保健师9名、牙医5名和护士8名。境内共有药房2家、养老院3家、残疾人帮扶中心2家。
佩罗纳斯是布雷斯地区布尔格中心医院（Centre hospitalier de Bourg-en-Bresse）的服务范围，后者是法国的一个区域性医疗机构，其主病区位于布雷斯地区布尔格市区，设有床位548个，是当地规模最大的公立综合性医院。

### 住房
2017年，佩罗纳斯境内共有各类住房3,063套，其中63.3%为独立式居民区，34.5%为集中式居民区。常住房屋占佩罗纳斯市镇范围内居民建筑总量的63.3%。

### 商业
2019年，佩罗纳斯境内共有各类实体商铺150家，其中餐厅13家、大型超市4家、面包房3家、肉铺1家、书店1家、装饰品店3家、银行门店4家、美容美发店6家、汽车维修店25家。

### 体育
2019年，佩罗纳斯境内共有3间体育馆、5处网球场、6处足球或橄榄球场以及3处篮球或排球场。
布爾格足球會是当地的一支足球队，成立于1942年，2020至2021赛季参加法国全国联赛（法丙）。

### 环境
佩罗纳斯的环境事务由其所属的公共社区负责。2019年，佩罗纳斯境内暂无污染企业。

### 治安
2014年，佩罗纳斯及附近地区共发生各类案件3,891起，其中盗窃类案件2,078起，经济类案件331起，毒品交易类案件445起。

## 文化

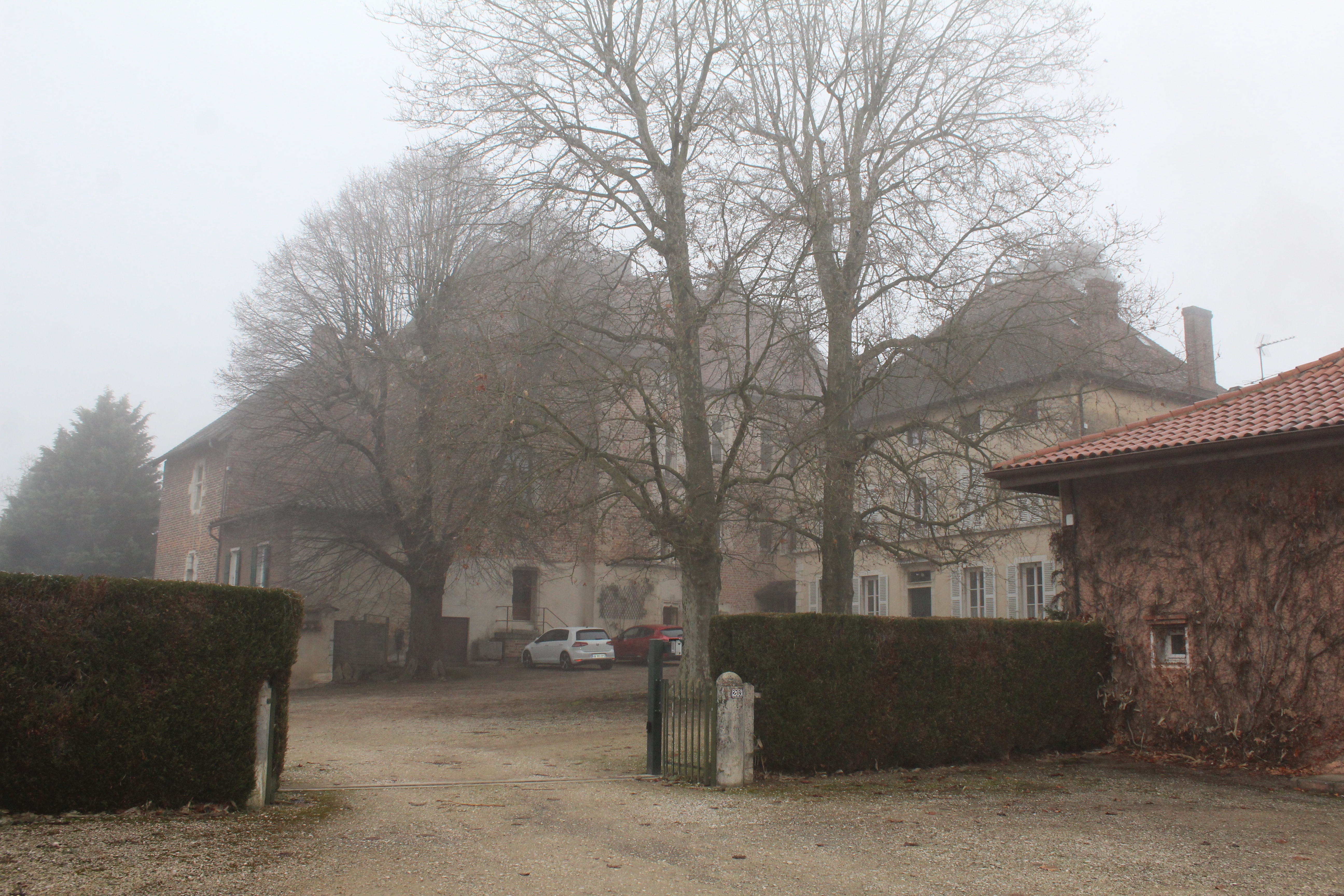
赛城堡

2019年，佩罗纳斯境内暂无公共文化设施。佩罗纳斯市政府提供多媒体中心，向公众全年开放。

### 建筑
佩罗纳斯境内的赛城堡是法国国家文物保护单位。

### 旅游
佩罗纳斯的旅游事务由其所属的公共社区负责。2020年，佩罗纳斯境内暂无游客接待设施。

### 媒体
法国主要的媒体均可在佩罗纳斯接收，法国电视三台下属的奥弗涅-罗讷-阿尔卑斯大区频道在部分时段播出佩罗纳斯所属区域的地方新闻。

## 友好城市
截至2021年1月，佩罗纳斯共与一座城市互为友好城市关系：
- 德国 菲尔德地区诺伊豪森